# Willy Burgeon
Pour les articles homonymes, voir Burgeon.
Willy Burgeon, né le 11 janvier 1940 à Haine-Saint-Pierre est un homme politique belge wallon, membre du Parti Socialiste.

## Biographie
Il est licencié en Sciences commerciales et financières à l'Institut Warocqué de l'Université de Mons en 1962. Il est agrégé de l'enseignement moyen en tant que professeur d’économie de 1963 à 1969, puis sous-directeur entre 1969 et 1971 à l’École normale provinciale à Charleroi. Il fut membre du Bureau du Parti Socialiste, président et secrétaire du Conseil régional wallon. 
Il est élu conseiller communal de Haine-Saint-Pierre et en 1970, et devient d’emblée échevin de l’Instruction publique (1971-1977). En raison de la fusion des communes, il déménage à Leval-Trahegnies, dans le « grand Binche » où il est élu conseiller communal et (re)devient échevin de l’Enseignement, de la Culture et des Affaires économiques de 1977 à 2000). 
Burgeon est favorable au rattachement de la Wallonie à la France. Sa sœur cadette Colette Burgeon est également devenue politiquement active. 
En 2000 il prend la tête d’une délégation parlementaire belge pour une visite en Corée du Nord qui sera suivie par une équipe de télévision et fera l’objet du reportage « Une délégation de très haut niveau » diffusé au cours de l'émission Strip-Tease. Son absence de recul face au régime nord-coréen lui vaudra d’être démis de toutes ses fonctions exécutives par Elio di Rupo, à l'époque président du parti socialiste belge,,.

### Vie associative et loisirs
Il reste actif dans les associations qu’il a créées et qui valorisent des spécialités traditionnelles de Binche, comme la dentelle, tout en gênerant de l’emploi au niveau local. En particulier le patrimoine dentellier de Binche puisqu'il est le fondateur du Centre de la Dentelle et des Métiers d’Arts de Binche, créé en 1989. Le Centre de la Dentelle et des Métiers d’Arts de Binche dispose d'une boutique et d'un espace d'exposition, "Le Fuseau", situé sur la Grand-Place de Binche. Deux dentellières professionnelles y travaillent, offrant aux visiteurs la chance d'observer l'art de la dentelle en action et de voir des pièces en cours de réalisation.
Il est aussi un écrivain en wallon, publiant des petites proses sur des sujets contemporains.

## Carrière politique
- Conseiller communal de Haine-Saint-Pierre (1971-1976)
  - Échevin (1971-1976)
- Conseiller communal de Binche (1977-2006)
  - Échevin (1977-2000)
- Député (1971-1995)
  - Membre du Conseil régional wallon (1980-1995)
    - Président du Parlement wallon (1988-1995)
- Député wallon (1995-1999)

## Distinctions
- Grand-Officier de l'Ordre de Léopold.